# Овернский бракк
Овернский бракк (фр. Braque d'Auverne) — порода охотничьих собак, выведенная во Франции в начале XX века. Собаки этой породы отличаются высокими рабочими качествами, предназначены для охоты на птиц. Другие названия этой породы — овернский пойнтер, голубая овернская легавая. Относятся к рабочим породам собак, которые активно применяются как в соревнованиях и рабочих испытаниях, так и для практического использования.

## История породы
Порода овернский бракк была сформирована в центральных регионах Франции. Их родиной официально считается административный район Овернь, что и дало название породе.
Работа над созданием породы была начата в конце XIX века и продолжилась в начале XX века. В качестве основы были выбраны собаки породы старофранцузский бракк, кроме того к ним были примешаны крови ряда других местных охотничьих пород. Существует также версия, которая говорит о том, что в основе этой породы лежат крови мальтийских собак, которых в 1798 году привезли с Мальты рыцари.
В начале XX века в ходе работы над породой к ней были прилиты крови английских пойнтеров, после чего порода приобрела нынешний вид.
В 1913 году был разработан и принят первый стандарт этой породы.
В 1955 году порода была признана Международной кинологической федерацией.

## Внешний вид
Овернский бракк имеет гармоничное сложение с мускулистым телом, короткую, гладкую, плотно прилегающую шерсть с выраженным блеском. Движения свободные и энергичные.
Голова удлинённая с широким лбом. Переход ото лба к морде плавный, слабо выраженный. Глаза среднего размера, насыщенного тёмно-янтарного цвета. Для этой породы допустимо небольшое отвисание нижнего века, это не является браком. Бровный бугорок заметно выражен. Уши длинные, низко посаженные, мягкие. Нос крупный, с выраженным рельефом и широко раскрытыми ноздрями. Губы плотные, толстые, слегка отвисающие, с хорошо выраженными брылями. Шея крепкая, с хорошо заметным кожаным подвесом.
Тело квадратного формата, с глубокой объёмной грудью. Спина прямая, мускулистая. Круп широкий, не имеющий скоса. Хвост, как правило, купирован на две трети длины. Если хвост оставлен, то имеет саблевидную форму. При движении он, как правило, продолжает линию спины или поднят вверх. Передние лапы прямые, с выражено заметными суставами и узкими запястьями. Задние лапы хорошо обмускулены, скакательный сустав посажен низко. Подушечки лап хорошо выражены, плотные, всегда имеют только чёрный окрас.
Шерсть короткая, очень плотно прилегающая к шкуре, не имеет подшерстка. Ость тонкая, мягкая. Окрас — чёрно-белый крапчатый. Допустимо наличие дымчатости в окрасе.
Высота в холке кобелей — от 57 до 63 сантиметров, сук — от 53 до 59 сантиметров. Допустимы отклонения +2 и −1 см, при этом идеальным ростом является 60 см для кобелей и 56 см для сук.

## Темперамент и поведение
Характер собак этой породы общительный и контактный. Животные энергичные, подвижные, склонны к активным играм. Это выносливые собаки, приспособленные к длительной активности. Высоко ориентированы на человека, нуждаются в постоянном контакте с ним и плохо переносят одиночество. Эти собаки практически полностью лишены агрессии к людям и своим сородичам. Могут проявлять агрессию к питомцам других видов, что связано с особенностями охотничьих пород собак. Хорошо поддаются дрессировке.

## Использование
Овернский бракк исторически создавался для использования в качестве  охотничьей собаки для охоты на птиц. Обладает острым чутьём, которое позволяет этим собакам работать в разнообразных природных и погодных условиях. При специализированной дрессировке собаки этой породы способны не только указывать дичь, но и находить подранков, а также приносить подстреленную добычу. В настоящее время овернские бракки также главным образом используются для охоты. Кроме этого, они обретают популярность в качестве собак-компаньонов благодаря своему добродушному и контактному характеру.

## Содержания и уход
Собаки этой породы нуждаются в длительных прогулках и высоких физических нагрузках. В зимний период времени при содержании в северных регионах стоит учитывать, что они чувствительны к низким температурам и мёрзнут на улице, поэтому им необходима специализированная одежда для выгула.
У овернского бракка умеренная линька, шерсть не требует специализированного ухода. Повышенного внимания требует уход за ушами и глазами собак этой породы. Уши необходимо регулярно чистить из-за отсутствия возможности активного естественного выведения серы. Глаза необходимо регулярно очищать тем собакам, у которых присутствует отвислое веко (допустимо в стандарте породы).

## Здоровье
Овернские бракки имеют породную склонность к ряду заболеваний, таких как поверхностный диффузный сосудистый кератит, демодекоз, аортальный стеноз, волчья пасть и дисплазия тазобедренного и локтевого сустава. Из-за последнего при разведении собакам этой породы необходимо в обязательном порядке проводить тестирование на наличие гена дисплазии. С 2019 года такое тестирование  является обязательным в породном разведении.

## Особенности выставочного судейства
При участии овернских бракков в выставках помимо фенотипического соответствия стандарту породы  у этих собак в обязательном порядке проводится тестирование на рабочие качества. При этом оценивается гармоничность собаки в движении (беге), алгоритм поиска условной дичи и качество рабочей стойки. 
7 сентября 2008 года Международным клубом породы была издана специализированная методичка по оценке рабочих качеств овернских бракков, согласно которой и проводится судейство на полевых испытаниях и оценке рабочих качеств.  